# 東佐野駅
東佐野駅（ひがしさのえき）は、大阪府泉佐野市泉ケ丘一丁目にある、西日本旅客鉄道（JR西日本）阪和線の駅である。駅番号はJR-R43。

## 歴史
阪和興業（阪和電気鉄道の投資子会社、現在の阪和興業とは無関係）が開発した泉ケ丘住宅地への最寄り駅として新設された。
- 1939年（昭和14年）1月9日：阪和電気鉄道の和泉橋本 - 熊取間に泉ケ丘駅（いずみがおかえき）として開業[2]。
- 1940年（昭和15年）12月1日：阪和電気鉄道が南海鉄道に吸収合併され、南海山手線の駅となる[3]。
- 1944年（昭和19年）5月1日：戦時買収により国有化され、運輸通信省（国鉄）阪和線の駅となる[3]。同時に東佐野駅に改称。
- 1947年（昭和22年）12月5日：小手荷物の取扱開始[4]。
- 1984年（昭和59年）2月1日：荷物の取り扱い廃止[5]。
- 1987年（昭和62年）4月1日：国鉄分割民営化により、西日本旅客鉄道（JR西日本）の駅となる[3][5]。
- 1993年（平成5年）7月1日：阪和線運行管理システム（初代）導入。
- 1998年（平成10年）6月9日：自動改札機を設置し、供用開始[6]。
- 2003年（平成15年）11月1日：ICカード「ICOCA」の利用が可能となる[7]。
- 2013年（平成25年）9月28日：阪和線運行管理システムを2代目のものに更新。
- 2018年（平成30年）3月17日：駅ナンバリングが導入され、使用を開始。
- 2025年（令和7年）4月10日：出札窓口の営業を終了[8]。

## 駅構造
相対式ホーム2面2線を有する地上駅。分岐器のない棒線駅の構造であるが、踏切長時間鳴動対策のために駅前後の信号機が絶対信号機に変更されたため、停留所ではない。駅舎は和歌山方面行きホームの和歌山寄りにあり、反対側の天王寺方面行きホームへは跨線橋で連絡している。
関西空港駅が管理し、JR西日本交通サービスが駅業務を受託する業務委託駅であるが、早朝と夜間は無人となる。
ICカード「ICOCA」を利用することができる（相互利用可能ICカードはICOCAの項を参照）。
構内にトイレは無く、駅前にバリアフリー対応の公衆トイレがある。

### のりば
| のりば | 路線   | 方向 | 行先                       |
| ------ | ------ | ---- | -------------------------- |
| 1      | 阪和線 | 下り | 熊取・関西空港・和歌山方面 |
| 2      | 阪和線 | 上り | 鳳・天王寺・大阪方面       |

- 駅掲示時刻表の路線名は上下線とも「阪和線」となっており、「関西空港線」の記載がない。

## 利用状況
2023年（令和5年）度の一日平均乗車人員は1,012人である。阪和線の日根野駅以北では最少。
各年度の1日の平均乗車人員は以下の通りである。
| 年度               | 1日平均 乗車人員 | 出典          |
| ------------------ | ---------------- | ------------- |
| 1988年（昭和63年） | 1,232            | [ 大阪府 1 ]  |
| 1989年（平成元年） | 1,202            | [ 大阪府 1 ]  |
| 1990年（平成02年） | 1,216            | [ 大阪府 2 ]  |
| 1991年（平成03年） | 1,213            | [ 大阪府 3 ]  |
| 1992年（平成04年） | 1,224            | [ 大阪府 4 ]  |
| 1993年（平成05年） | 1,260            | [ 大阪府 5 ]  |
| 1994年（平成06年） | 1,322            | [ 大阪府 6 ]  |
| 1995年（平成07年） | 1,337            | [ 大阪府 7 ]  |
| 1996年（平成08年） | 1,335            | [ 大阪府 8 ]  |
| 1997年（平成09年） | 1,351            | [ 大阪府 9 ]  |
| 1998年（平成10年） | 1,391            | [ 大阪府 10 ] |
| 1999年（平成11年） | 1,361            | [ 大阪府 11 ] |
| 2000年（平成12年） | 1,340            | [ 大阪府 12 ] |
| 2001年（平成13年） | 1,340            | [ 大阪府 13 ] |
| 2002年（平成14年） | 1,294            | [ 大阪府 14 ] |
| 2003年（平成15年） | 1,292            | [ 大阪府 15 ] |
| 2004年（平成16年） | 1,250            | [ 大阪府 16 ] |
| 2005年（平成17年） | 1,283            | [ 大阪府 17 ] |
| 2006年（平成18年） | 1,317            | [ 大阪府 18 ] |
| 2007年（平成19年） | 1,252            | [ 大阪府 19 ] |
| 2008年（平成20年） | 1,249            | [ 大阪府 20 ] |
| 2009年（平成21年） | 1,300            | [ 大阪府 21 ] |
| 2010年（平成22年） | 1,332            | [ 大阪府 22 ] |
| 2011年（平成23年） | 1,334            | [ 大阪府 23 ] |
| 2012年（平成24年） | 1,317            | [ 大阪府 24 ] |
| 2013年（平成25年） | 1,368            | [ 大阪府 25 ] |
| 2014年（平成26年） | 1,348            | [ 大阪府 26 ] |
| 2015年（平成27年） | 1,359            | [ 大阪府 27 ] |
| 2016年（平成28年） | 1,350            | [ 大阪府 28 ] |
| 2017年（平成29年） | 1,320            | [ 大阪府 29 ] |
| 2018年（平成30年） | 1,325            | [ 大阪府 30 ] |
| 2019年（令和元年） | 1,278            | [ 大阪府 31 ] |
| 2020年（令和02年） | 967              | [ 大阪府 32 ] |
| 2021年（令和03年） | 966              | [ 大阪府 33 ] |
| 2022年（令和04年） | 989              | [ 大阪府 34 ] |
| 2023年（令和05年） | 1,012            | [ 大阪府 35 ] |

## 駅周辺
駅前にはロータリーが設けられており、泉佐野コミュニティバスの北回りが発着する。
阪和興業によって大規模な宅地開発が行われ、泉ケ丘住宅地が造成された。駅から少し歩くと有力な代議士や会社経営者の大きな屋敷や邸宅が建ち並ぶ高級住宅街である。
- 泉佐野泉ヶ丘郵便局

## 隣の駅
西日本旅客鉄道
 阪和線
■関空快速・■紀州路快速・■快速・■直通快速
通過
■区間快速・■普通
和泉橋本駅 (JR-R42) - 東佐野駅 (JR-R43) - 熊取駅 (JR-R44)

### 記事本文

### 利用状況
1. ↑  大阪府統計年鑑 - 大阪府

大阪府統計年鑑
1. 1 2  大阪府統計年鑑（平成2年） (PDF)
2. ↑  大阪府統計年鑑（平成3年） (PDF)
3. ↑  大阪府統計年鑑（平成4年） (PDF)
4. ↑  大阪府統計年鑑（平成5年） (PDF)
5. ↑  大阪府統計年鑑（平成6年） (PDF)
6. ↑  大阪府統計年鑑（平成7年） (PDF)
7. ↑  大阪府統計年鑑（平成8年） (PDF)
8. ↑  大阪府統計年鑑（平成9年） (PDF)
9. ↑  大阪府統計年鑑（平成10年） (PDF)
10. ↑  大阪府統計年鑑（平成11年） (PDF)
11. ↑  大阪府統計年鑑（平成12年） (PDF)
12. ↑  大阪府統計年鑑（平成13年） (PDF)
13. ↑  大阪府統計年鑑（平成14年） (PDF)
14. ↑  大阪府統計年鑑（平成15年） (PDF)
15. ↑  大阪府統計年鑑（平成16年） (PDF)
16. ↑  大阪府統計年鑑（平成17年） (PDF)
17. ↑  大阪府統計年鑑（平成18年） (PDF)
18. ↑  大阪府統計年鑑（平成19年） (PDF)
19. ↑  大阪府統計年鑑（平成20年） (PDF)
20. ↑  大阪府統計年鑑（平成21年） (PDF)
21. ↑  大阪府統計年鑑（平成22年） (PDF)
22. ↑  大阪府統計年鑑（平成23年） (PDF)
23. ↑  大阪府統計年鑑（平成24年） (PDF)
24. ↑  大阪府統計年鑑（平成25年） (PDF)
25. ↑  大阪府統計年鑑（平成26年） (PDF)
26. ↑  大阪府統計年鑑（平成27年） (PDF)
27. ↑  大阪府統計年鑑（平成28年） (PDF)
28. ↑  大阪府統計年鑑（平成29年） (PDF)
29. ↑  大阪府統計年鑑（平成30年） (PDF)
30. ↑  大阪府統計年鑑（令和元年） (PDF)
31. ↑  大阪府統計年鑑（令和2年） (PDF)
32. ↑  大阪府統計年鑑（令和3年） (PDF)
33. ↑  大阪府統計年鑑（令和4年） (PDF)
34. ↑  大阪府統計年鑑（令和5年） (PDF)
35. ↑  大阪府統計年鑑（令和6年） (PDF)